# 瑪璘
瑪璘，又稱瑪僯，是台灣宜蘭縣礁溪鄉的一個傳統地域名稱。位於該鄉東南部。相較於今日行政區，其範圍大致為玉光村不含北部凸出部分及西南部、三民村東南端、玉田村西南端、光武村東北部凸出部分的西北部。

## 歷史
台灣清治末期，瑪璘地區為一街庄，稱為「瑪璘庄」，隸屬於四圍堡。該庄東與踏踏庄為鄰，南與武暖庄為鄰，西邊為四結庄、番割田庄，北邊為三十九結庄。
1901年（日治明治三十四年）11月，廢縣廳改設二十廳，該庄隸屬於宜蘭廳，編入第二區。1905年（明治三十八年）7月，該區改名「四圍區」。1909年（明治四十二年）10月，合併二十廳為十二廳，該庄仍隸屬於宜蘭廳。1920年（大正九年），廢十二廳改設五州二廳，該庄改制為「瑪璘」大字，隸屬於臺北州宜蘭郡礁溪庄。
戰後礁溪庄改制為礁溪鄉，隸屬於臺北縣，大字亦改制為村。1950年10月，北、基、宜分治，礁溪鄉改隸屬於宜蘭縣。

## 聚落
本地區發展較早的聚落有瑪璘、瑪璘社、打那岸、番割田（部分）等，在日治期初期的官方地圖上已有記載。

## 交通
台鐵宜蘭線是台灣東北部鐵路幹線，大致以北北東—南南西走向經過瑪璘地區西部邊界外不遠處。四城車站位於西南側不遠處，屬甲種簡易站，僅停靠區間車。由此可前往台鐵沿線各地。
國道5號又稱「北宜高速公路」，是橫跨台灣東西部的高速公路，大致以北北東—南南西走向轉縱向蜿蜒經過本地區東部。境內未設交流道，北側最近的是省道台9線交會口南邊的頭城交流道，南側最近的是省道台7線交會口的宜蘭交流道。由該道路向北可前往頭城西南部、坪林、石碇、南港並止於國道3號南港系統交流道，向南可前往宜蘭、羅東、蘇澳等地。
省道台9線（礁溪路三段）又稱「東部幹線」，是台北經東台灣至屏東楓港的幹道，大致以北北東—南南西走向經過本地區西部邊界外不遠處，並位於鐵路西側。由該道路向北北東可前往礁溪市區、頭城西南部、坪林、石碇、新店等地，向東南轉南可繞經宜蘭市區東側以前往五結、羅東、冬山、蘇澳等地。